# Улица Воинов-Интернационалистов (Мелитополь)
Улица Воинов-Интернационалистов (укр. Вулиця Воїнів-Інтернаціоналістів) — улица Мелитополя, идущая от улицы Ивана Алексеева до улицы Ломоносова и являющаяся объездной вокруг центра города.
К улице примыкает ряд промышленных территорий, в том числе заводы «Мелком» (компрессорное оборудование) и «Мелитопольпродмаш» (оборудование для разлива).

## Название
Улица названа в честь воинов-интернационалистов, погибших в Афганской войне 1979—1989 годов. Советские солдаты, согласно официальной пропаганде, оказывали «интернациональную помощь» афганскому народу.

## История
4 апреля 1974 года горисполком дал разрешение на проектирование автомагистрали Север-Юг, и 14 ноября было разрешено строительство первой очереди автомагистрали, на участке от улицы Свердлова (Университетская) до улицы Кирова (Героев Украины).
18 февраля 1988 года автомагистраль была переименована в улицу Воинов-Интернационалистов.
В 2002 году в начале улицы установлен памятник воинам-интернационалистам.

## Транспорт
На перекрёстке с Интеркультурной улицей находится Автостанция № 1.
Кроме того, через улицу Воинов-Интернационалистов проходят маршруты общественного транспорта, связывающие центр города и район Новый Мелитополь. В сторону центра расположены маршрутные остановки «Университетская» и «Компрессорный», в сторону Нового Мелитополя — «Компрессорный» и «Тополя».
Маршруты:
- № 3 (Межрайбаза — улица Белякова);
- № 3А (Межрайбаза — Песчанская улица);
- № 8 (Межрайбаза — Моторный завод);
- № 9 (Моторный завод — улица Радищева);
- № 10 (завод «Рефма» — улица Дмитрия Грищенко);
- № 11 (Северный Переезд — улица Юровская);
- № 11А (Авиагородок — Межрайбаза);
- № 12 (ж/д вокзал — улица Юровская);
- № 25 (улица Юровская — завод «Рефма»);
- № 27 (Межрайбаза — Лесопарк);
- № 27А (Межрайбаза — Райбольница);
- № 31 (Межрайбаза — завод «Автоцветлит»).

Возле прекрёстка с улицей Гетмана Сагайдачного пересекается с железнодорожными путями, ведущими на маслоэкстракционный завод и завод стройматериалов, что иногда приводит к задержке автомобильного движения из-за проезжающих составов.

## Достопримечательности
В 2002 году в начале улицы на перекрёстке с улицей Ивана Алексеева (тогда Крупская) был установлен памятник мелитопольским воинам-интернационалистам, павшим в Афганистане. Композиция представляет собой бронетранспортёр на постаменте. В 2012 году во время строительства автозаправки на углу улиц территория около памятника была облагорожена, установлены скамьи.

## Галерея

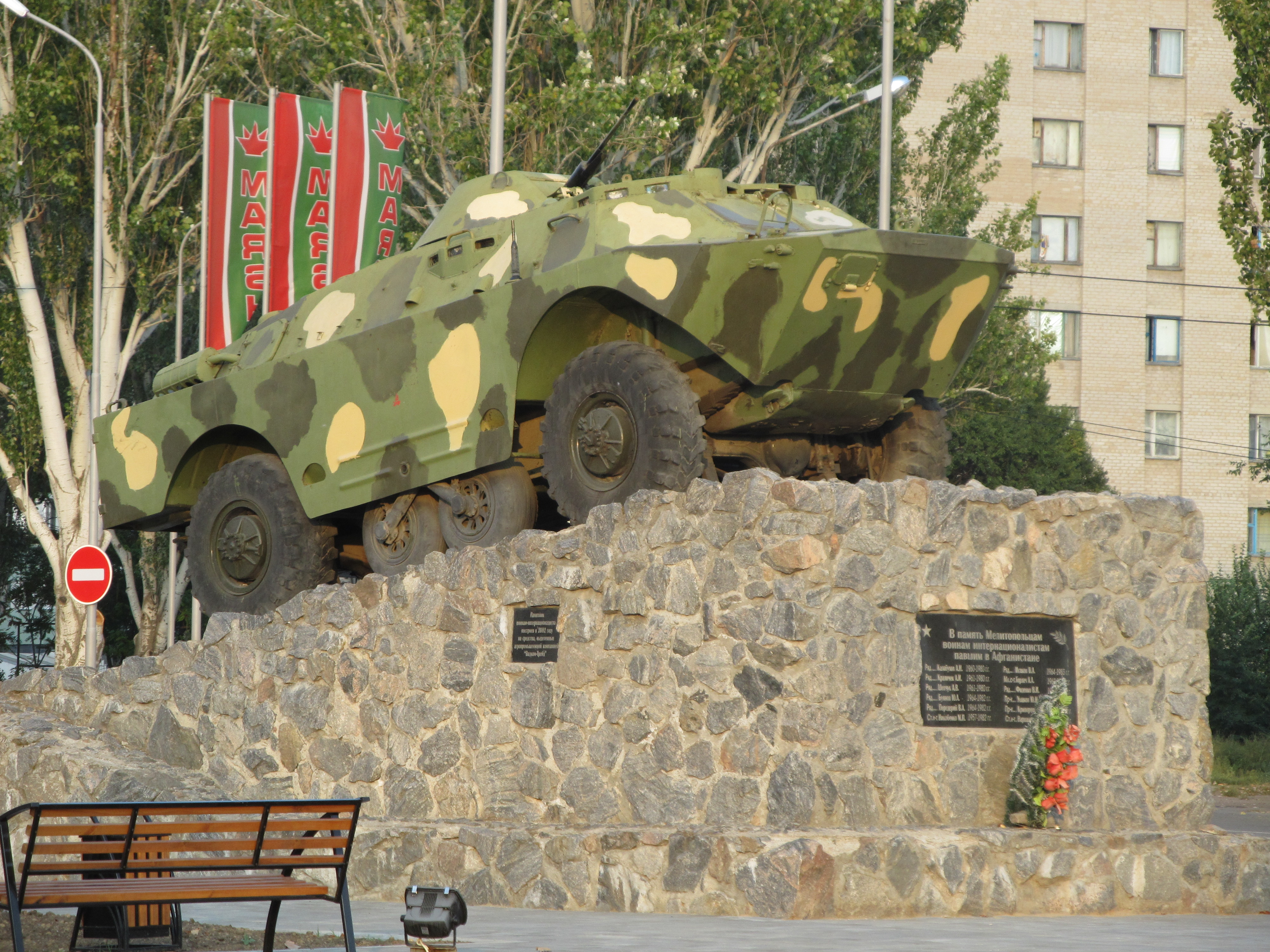
памятник воинам-интернационалистам
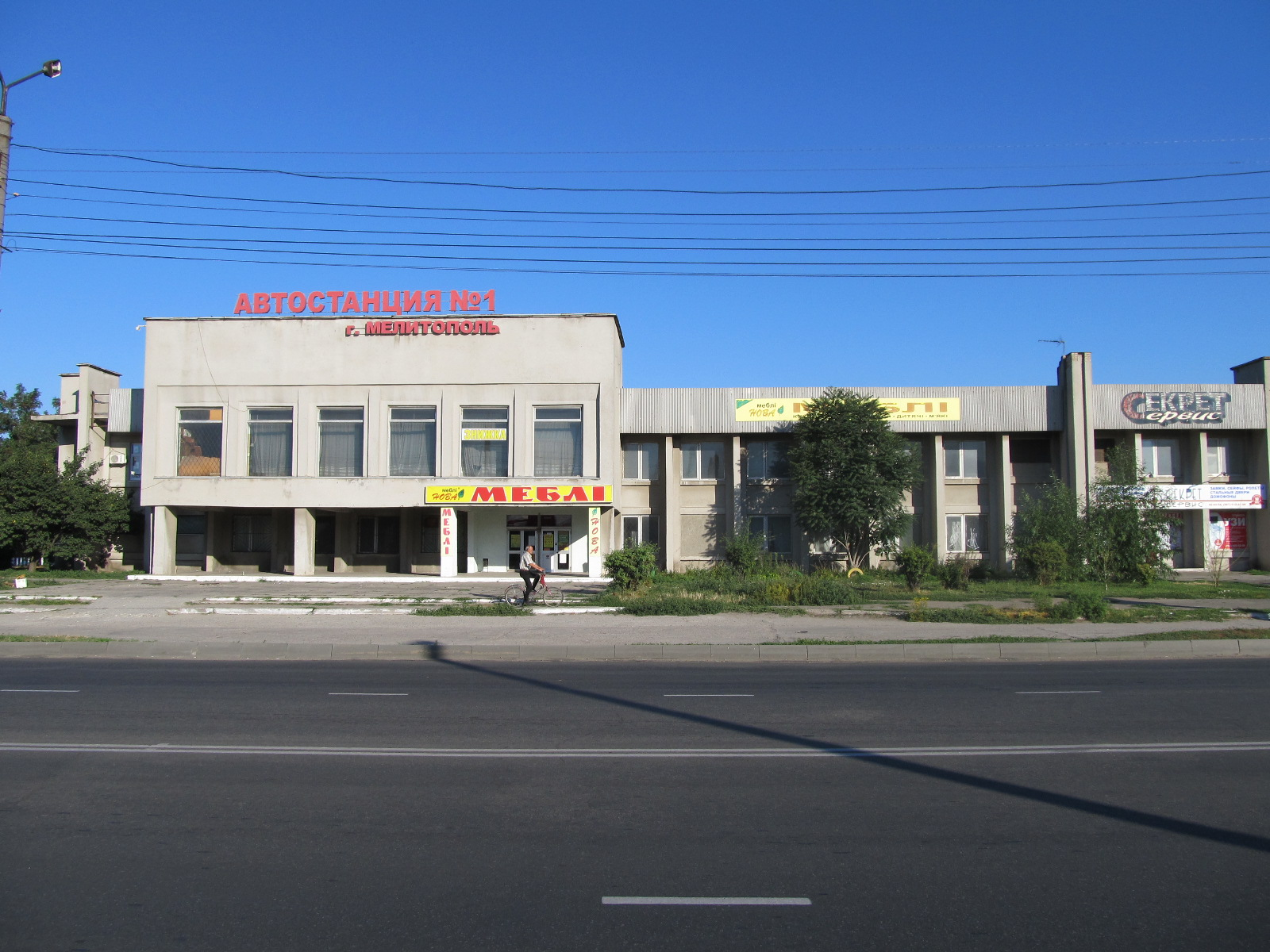
автостанция № 1
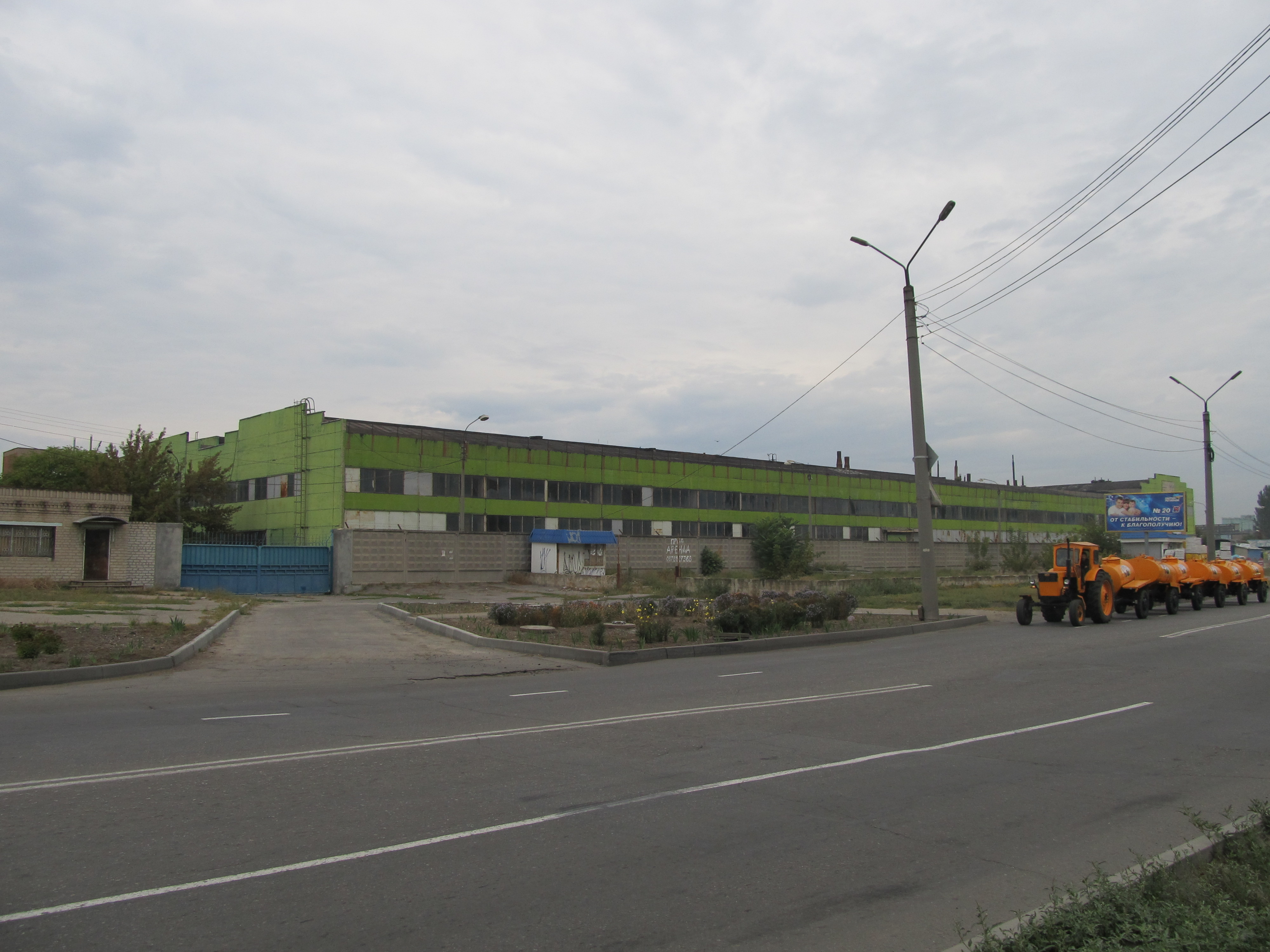
компрессорный завод «Мелком»
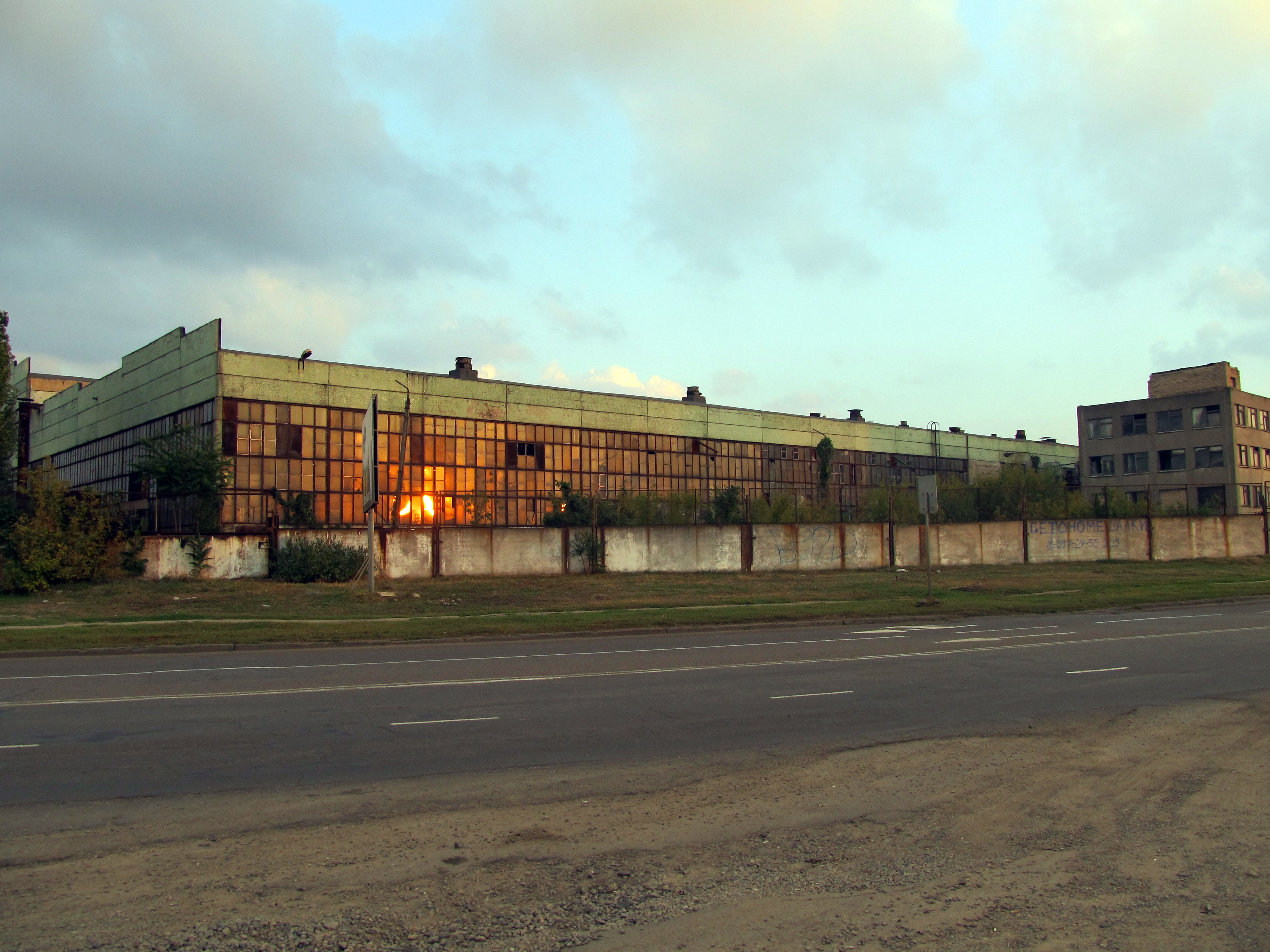
завод «Мелитопольпродмаш»